# Glover Trophy 1960
Glover Trophy 1960 je bila druga neprvenstvena dirka Formule 1 v sezoni 1960. Odvijala se je 18. aprila 1960 na dirkališču Goodwood Circuit.

## Dirka
| Poz | Dirkač           | Moštvo                               | Konstruktor   | Čas/Odstop      | Št. m. |
| --- | ---------------- | ------------------------------------ | ------------- | --------------- | ------ |
| 1   | Innes Ireland    | Team Lotus                           | Lotus-Climax  | 1.00:14.8       | 4      |
| 2   | Stirling Moss    | Rob Walker Racing Team               | Cooper-Climax | + 2.8 s         | 2      |
| 3   | Chris Bristow    | Yeoman Credit Racing Team            | Cooper-Climax | + 1:05.0 s      | 1      |
| 4   | Bruce McLaren    | Cooper Car Company                   | Cooper-Climax | + 1:17.6 s      | 6      |
| 5   | Graham Hill      | Owen Racing Organisation             | BRM           | 41 krogov       | 9      |
| 6   | Jo Bonnier       | Owen Racing Organisation             | BRM           | 41 krogov       | 10     |
| 7   | Tony Brooks      | G.A. Vandervell                      | Vanwall       | 41 krogov       | 8      |
| Ret | Roy Salvadori    | C.T. Atkins / High Efficiency Motors | Cooper-Climax | Prenos          | 5      |
| Ods | Harry Schell     | Yeoman Credit Racing Team            | Cooper-Climax | Plin            | 3      |
| Ods | Mike Taylor      | Taylor & Crawley                     | Lotus-Climax  | Motor           | 13     |
| Ods | Keith Greene     | Gilby Engineering                    | Cooper-Climax |                 | 12     |
| Ods | Alan Stacey      | Team Lotus                           | Lotus-Climax  | Črpalka za olje | 11     |
| Ods | Dan Gurney       | Owen Racing Organisation             | BRM           | Trčenje         | 7      |
| WD  | Jack Brabham     | Cooper Car Company                   | Cooper-Climax |                 | -      |
| WD  | Geoff Richardson | Geoff Richardson                     | Cooper        |                 | -      |